# Spirostreptus politus
Spirostreptus politus är en mångfotingart som beskrevs av Daday. Spirostreptus politus ingår i släktet Spirostreptus och familjen Spirostreptidae. Inga underarter finns listade i Catalogue of Life.